# مقياس الضوء

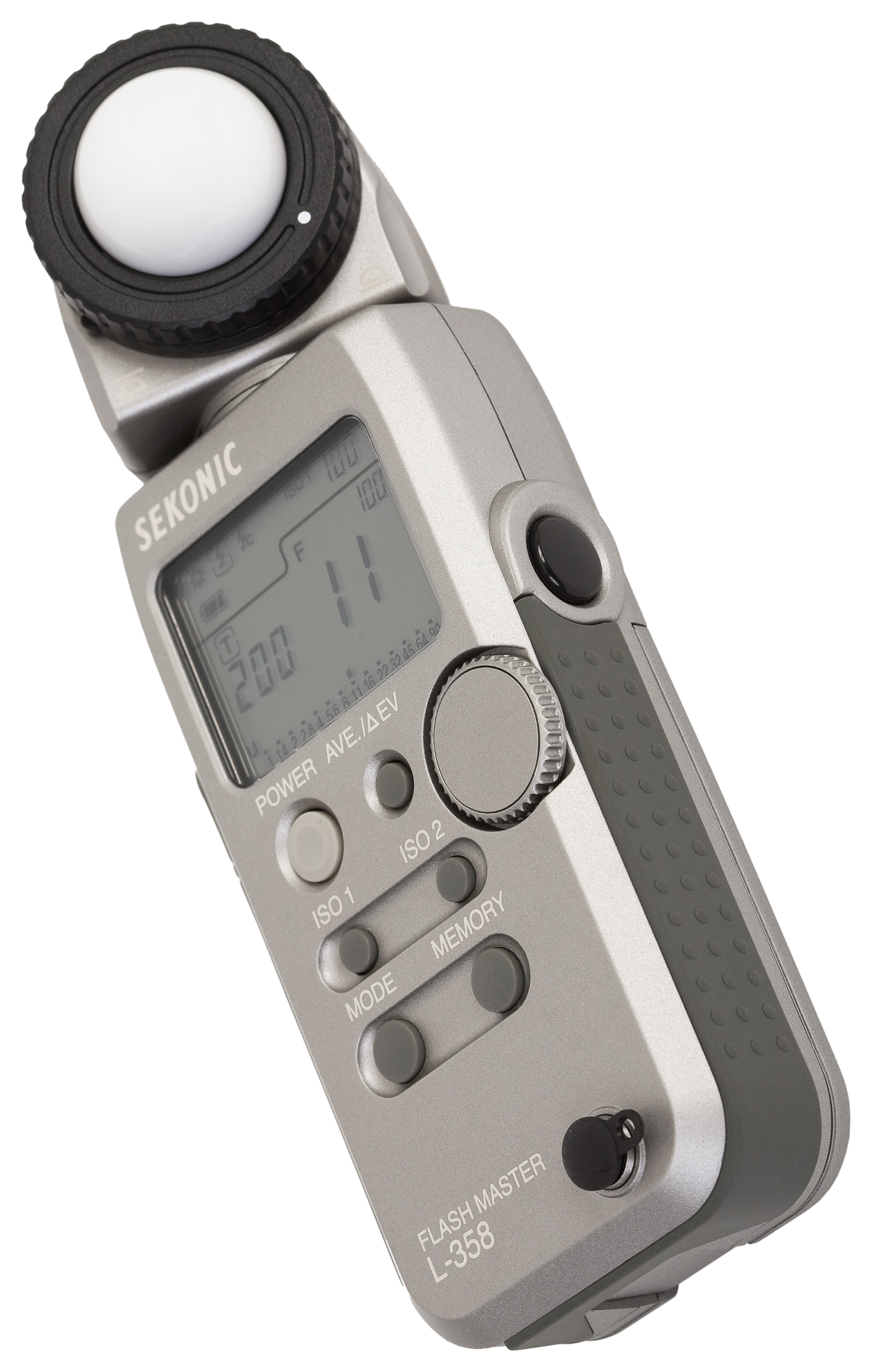
جهاز مقياس الضوء

مقياس الضوء  (ملاحظة 1) هو جهاز يستخدم لقياس شدة الإضاءة. يعد هذا المقياس مهماً في التصوير الفوتوغرافي، من أجل تحديد مدى التعريض الضوئي الملائم.
يدخل مقياس الضوء في تركيب الكاميرات، وهو مهم في مجال التصوير السينمائي والديكور المسرحي.